# 仲村香织
仲村香织（なかむら かおり，6月3日—），日本女性配音演员。先前属于エーエス企画。自2012年5月开始，加入Remax。

## 出演

### 電視動畫
2010年
- 笨蛋，測驗，召喚獸（藤堂薰）
- 超級機器人大戰OG -The Inspector-（瑪麗安·拉多姆）

2011年
- 笨蛋，測驗，召喚獸2（藤堂薰）

2012年
- 宇宙兄弟（福田的妻子）

2014年
- 約會大作戰II（塚本）

2015年
- 食戟之靈（老婦人B）
- Charlotte（老奶奶、女招待）

2016年
- Active Raid－機動強襲室第八係－（總務大臣）
- 逆轉裁判 ～對這個「真相」，有異議！～（綾里舞子）
- 食戟之靈 貳之皿（女性客B、老闆娘）
- 91Days（特婓爾的妻子）
- 輕拍翻轉小魔女（鄰居）
- Classica Loid（廣播）

2017年
- 數碼寶貝-APP獸（勇仁的母親、L Corp研究員）
- 風夏（優的母親）
- 櫻花任務（木春八重、清）
- 有頂天家族2（護士）
- 妖怪公寓的幽雅日常（主婦A）
- 動作女英雄 CheerFruit（經理、女性事務員、蛋糕店的阿姨）
- 地獄少女 宵伽（長田司職）
- 偶像大師 SideM（看護師）
- 銀魂.（錦屋老闆娘、百華）
- 戰刻夜想曲（村人）
- Classica Loid 第2期（廣播）

2018年
- 比宇宙更遠的地方（店員、職員）
- 廢柴王子 ANIME CARAVAN（阿姨）
- 霸穹 封神演義（靈獸、母親）
- 酒鬼妹子（滿的母親）
- 重神機潘多拉（市民、政治家）
- 漫畫女孩（虹野的母親）
- 極道超女（新田的母親）
- 黃金神威（女）
- 和風喫茶鹿楓堂（渡邊洋的母親）
- 魔法律事務所（女老闆）

2019年
- revisions（淺野良枝）
- 炎炎消防隊（森羅的祖母）
- 普通攻擊是全體二連擊，這樣的媽媽你喜歡嗎？（母親C）
- Fairy Gone 第2期（避難民）
- 星合之空（阿姨）

2020年
- 籃球少年王（茂吉的母親）
- pet（健治的繼母）
- 神推偶像登上武道館我就死而無憾（空音的叔母）
- 夢夢貓（記者）
- 天晴爛漫！（夏蓮的母親）
- 食戟之靈 豪之皿（瑪丘麗特）
- 炎炎消防隊 貳之章（環的母親）

2021年
- Re:從零開始的異世界生活 2nd season（主婦）
- 暮蟬悲鳴時業（理事長）
- 無職轉生～到了異世界就拿出真本事～（艾德娜·列倫）

2025年
- 金牌得主（女性）
- 歲月流逝飯菜依舊美味（老师）